# تنا
تقع قرية تنا أو تني أو تن شمال العراق في منطقة وادي صبنا المذكورة في كتاب يوسف بوسنايا، وكذلك في قصة مار زيعا وهي بين جبلي كاره ومتينا وتمتد أراضيها حتى سفوحهما وكانت تسميها الخارطة البريطانية لعام 1913 «كيني».
تتبع إدارياً إلى ناحية سرسنك وهي من بين أشهر المصايف في محافظة دهوك، أما كنسياً فتتبع أبرشية العمادية الكلدانية.
تبدأ حدودها من قرية بامرني المذكورة في الكتب باسم «بيث موردني» ومعناها «البيت المنيع» وهي أكبر قرى المنطقة وتقع على سفح جبل متينا.
على بعد مسافة قليلة جنوباً نبع ماء يجري في الوادي تصب مياهه في نهر صبنا. وغربي هذا النبع تعبر حدود القرية لتصل إلى أراضي قرية زيويثا، عند أرض كثيرة الأحجار تسمى «بستي - بستا» ثم تمتد لتصل إلى التل العالي المسمى «كرا دروما» واللذي عليه بني دير «بيث صياري - بيت الصباغين».
وتعبر من هناك لتصل إلى مكان يسمى «أيك مالا - إيخ مالا - البيت الوحيد». ثم إلى حدود قرية شرتي نزولاً إلى وسط سهل قرية "الداؤدية"
ثم تطل الحدود نحو الجنوب لتصل إلى أراضي قرية «كولايي» التي فيها أملاك شيخ بامرني، وهو رجل محترم عند الأكراد، له نفوذ كبير في المنطقة، وموجود في بامرني منذ حوالي 1840، أقام فيها مذهب يسمى «النقشبندية».
ويقال إن هذه القرية تعود إلى آباء إيشعيا أسحاق شمامي، وكان له شريك حصته الربع، وفي أحد الأعوام جاء ليأخذها من شريكه، فرفض فغضب وذهب وأعطى حصته لشيخ بامرني إنتقاماً، ثم رجع إلى بيته الكائن في إحدى قرى داسن العليا «تياري» وهكذا ورث شيخ بامرني قرية «كولايي».[بحاجة لمصدر]
تنعطف حدود القرية إلى النهر نزولاً إلى الكرم الكائنة جنوبي أراضي القرية، وتميل إلى الشرق بمحاذاة حدود قرية «شيخ ماما» التي يقال إنها لم تكن موجودة، بل لكون أراضي قرية تنا بعيدة عن القرية، أتفق آبائنا أن يبنوا هناك بيتاً أو بيتين للأكراد لغرض الحراسة، وأخيراً كثر عددهم واستولوا على الأراضي والكروم وحتى اقترفوا القتل وسميت «شيخ مما».
ومن قرية «شيخ مما» تمتد الحدود صعوداً إلى بامرني من مكان يسمى «بلكي» و «كرم قادو» وتل يسمى «كيزرتا» وتلف صعوداً لتصل إلى «مطياني» ثم إلى النبع «نبوءا» وهكذا يكمل محيط أراضي قرية تنا.
قدم القرية
منذ أكثر من ألف سنة سكن المسيحيون في قرية تنا.
إلا أننا نستطيع أن نؤكد أن منذ زمن سحيق سكن الأنسان في قرية تنا، كما تشهد الأواني الفخارية التي وجدت بكثرة في الحقول المسقية،[بحاجة لمصدر] عندما قام أهل القرية بحفرها لتنظيفها من الحجارة، بغية تحسين الزرع.
كانت هذه الأواني مليئة بالعذام المحروقة، كعادة الهنود اللذين يحرقون موتاهم، وهذه ليست عادة المسيحيين ولا اليهود اللذين يدفنون موتاهم، إذ حتى في الأيام التي كانت الوثنية سائدة، كان آبائنا يدفنون موتاهم. فتصور قدم سكني الناس في القرى الجبلية؟ إنه بلا شك يرقى إلى آلاف السنين.
لغة أهل تنا
لغة أهل القرية هي الآرامية السريانية، كلغة سائر المسيحيين أهل الجبل والسهل. تلفظ جيداً كل الحروف مثل كل السريان، ولا يبدلون لفظ حرف الحاء إلى الهاء، ولا حرف الخاء إلى حاء أو العين إلى الألف. ويتكلمون في الخدمة الكنسية بلغة الكتاب.
أصل أهل قرية تنا
أهل قرية تنا في يومنا هذا جاءوا من أماكن مختلفة وسكنوا فيها ولم يتبدل جنسهم عن بقية أهل المنطقة الجبلية. فهم متوسطو القامة. بيض البشرة، وإن أختلف لون كل واحد منهم.
طبيعة القرية ومناخها
كان وادي صبنا يزهو في الربيع، ويغطي العشب الأخضر الجبال والتلال والوديان، وتزدان الأشجار المورقة بـ الورود وتحمر الحقول بأزهار النيسان البهية، أما الصيف فهو حار يحرق كل خضار فيه عدا الحقول المسقية.
في شهر حزيران يبدأون بجمع الغلات، وبسبب البعوض والحر ينامون على السطوح ليلاً، وتهب في النهار رياح شرقية حارة، تشبه تلك التي تهب في السليمانية وتسمى «الرياح السوداء». وفي الخريف يطيب الجو وتكثر الغلات والفواكه، أما الشتاء فبارد وقارص ولياليه طويلة وممطرة ومثلجة.

## وصلات خارجية
- الموقع الإلكتروني